# Anatoli Alexandrowitsch Roschtschin
Anatoli Alexandrowitsch Roschtschin (russisch Анатолий Александрович Рощин, wiss. Transliteration Anatolij Aleksandrovič Roščin; * 10. März 1932 in Gawerdowo, Oblast Rjasan; † 5. Januar 2016 in Sankt Petersburg) war ein sowjetischer Ringer.

## Werdegang
Anatoli Roschtschin begann als Jugendlicher mit dem Ringen. Als Neunzehnjähriger wurde er zur Roten Armee eingezogen. Da er bei der Roten Armee gute Trainingsbedingungen fand und gute Fortkommenschancen sah, wurde er Berufssoldat. Beim Armeesportklub in Leningrad, wo er stationiert war, waren hervorragende Trainer tätig, die Anatoli langsam an die sowjetische Spitze der Schwergewichtsringer im griechisch-römischen Stil heranführten. Seine ersten Erfolge feierte er zunächst als Sambo-Ringer, ein an Judo angelehntes Ringen. 1956 und 1960 wurde er in dieser Sportart sowjetischer Meister im Schwergewicht. Von 1957 bis 1959 konnte er verletzungsbedingt wenig trainieren und stagnierte in diesen Jahren. Erst ab 1960 konnte er wieder voll trainieren und erreichte bald die sowjetische Spitzenklasse. Sein Trainer war damals Nikolai Below (Ringer). Anfang der 1960er Jahre hatte er in Iwan Bogdan, Anatoli Parfenow und Sergei Zaluski Konkurrenten auf nationaler Ebene, die er noch nicht besiegen konnte. Erst 1962, mit bereits 30 Jahren, wurde er erstmals sowjetischer Meister und begann in diesem Jahr auch seine internationale Laufbahn, die noch sehr erfolgreich werden sollte. Sein Hauptkonkurrent in der Sowjetunion war in jenen Jahren Nikolai Schmakow.
Anatoli Roschtschin gewann sechs WM-Medaillen und schaffte bei den Olympischen Sommerspielen 1972 in München seinen größten Triumph, als er Olympiasieger im Schwergewicht wurde. Er war damals schon 40 Jahre alt. Bei den Olympischen Spielen 1964 und 1968 hatte er schon jeweils eine Silbermedaille hinter dem Ungarn István Kozma errungen, der später bei einem Verkehrsunfall ums Leben kam. Roschtschin rang gegen Kozma insgesamt sechs Mal Unentschieden, auch 1964 und 1968, aber Kozma hatte jedes Mal ein etwas besseres Punkteverhältnis als Roschtschin und wurde so in jenen Jahren Olympiasieger. Auch gegen Wilfried Dietrich, den deutschen Olympiasieger von 1960, stand Roschtschin viermal auf der Matte, gewann zweimal und rang zweimal gegen ihn Unentschieden.
Nach 1972 trat der Offizier in der Sowjetarmee Anatoli Roschtschin vom aktiven Ringersport zurück. Er starb am 5. Januar 2016 im Alter von 83 Jahren.

## Internationale Erfolge
| Jahr | Platz  | Wettbewerb                        | Gewichtsklasse | Ergebnisse |
| 1962 | 1.     | "Iwan-Poddubny"-Turnier in Moskau | Schwer         | vor Bohumil Kubát, Tschechoslowakei und Milic Stojkow, Jugoslawien |
| 1962 | 2.     | WM in Toledo/USA                  | Schwer         | mit Siegen über Ragnar Svensson, Schweden, Francisc Balla, Rumänien und Radoslaw Kassabow, Bulgarien und Unentschieden gegen István Kozma, Ungarn und Wilfried Dietrich, BRD |
| 1963 | 1.     | WM in Helsingborg                 | Schwer         | mit Siegen über Bohumil Kubát, Tschechoslowakei, Wilfried Dietrich, Bekir Aksu, Türkei, Ragnar Svensson und James Raschke, USA und einem Unentschieden gegen Istvan Kozma    |
| 1964 | 1.     | "Iwan-Poddubny"-Turnier in Moskau | Schwer         | vor Petr Kment und Radoslaw Kassabow |
| 1964 | Silber | OS in Tokio                       | Schwer         | mit Siegen über Ștefan Stîngu, Rumänien, Ragnar Svensson, Taisto Kangasniemi, Finnland, Petr Kment, CSSR und Wilfried Dietrich und einem Unentschieden gegen Istvan Kozma    |
| 1965 | 2.     | "Iwan-Poddubny"-Turnier in Moskau | Schwer         | hinter Nikolai Schmakow, Sowjetunion, vor Roland Bock, Bundesrepublik Deutschland                                                                                            |
| 1966 | 1.     | EM in Essen                       | Schwer         | mit Siegen über Bekir Aksu, Ragnar Svensson, Petr Kment, Osmo Hekkala, Finnland und Unentschieden gegen Roland Bock, BRD und Istvan Kozma                                    |
| 1967 | 5.     | "Iwan-Poddubny"-Turnier in Moskau | Schwer         | hinter Anatoli Kuchniew und Wladimir Susietsch, beide Sowjetunion, Radoslaw Kassabow und Anatoli Motin, Sowjetunion, vor Istvan Kozma und Heinz Eichelbaum, BRD              |
| 1967 | 2.     | WM in Bukarest                    | Schwer         | mit Siegen über Stefan Petrow, Bulgarien, Osmo Hekkala und Unentschieden gegen Petr Kment und Istvan Kozma                                                                   |
| 1968 | Silber | OS in Mexiko-Stadt                | Schwer         | mit Siegen über Edward Wojda, Polen, Roland Bock, Stefan Petrow, Robert Roop, USA und Petr Kment und einem Unentschieden gegen Istvan Kozma                                  |
| 1969 | 1.     | WM in Mar del Plata               | Schwer         | mit Siegen über Merv Holden, Kanada, Hugo Bravo, Argentinien und Petar Donew, Bulgarien und einem Unentschieden gegen Wilfried Dietrich                                      |
| 1970 | 1.     | WM in Edmonton                    | Schwer         | mit Siegen über Edward Wojda, József Csatári, Ungarn, Omar Topuz, Türkei, Nicolae Martinescu, Rumänien und einem Unentschieden gegen Roland Bock                             |
| 1971 | 2.     | WM in Sofia                       | Schwer         | mit Siegen über Omar Topuz, József Csatári, Franz Labjon, DDR, Petr Kment und Unentschieden gegen Victor Dolipschi, Rumänien und Alexandar Tomow, Bulgarien                  |
| 1972 | Gold   | OS in München                     | Schwer         | mit Siegen über Victor Dolipschi, Petr Kment, Alexandar Tomow und Wilfried Dietrich                                                                                          |

## Erfolge bei Sowjetischen Meisterschaften
| Jahr | Platz | Gewichtsklasse | Ergebnisse                                     |
| 1961 | 2.    | Schwer         | hinter Iwan Bogdan, vor Nikolai Schmakow       |
| 1962 | 1.    | Schwer         | vor Nikolai Schmakow und A. Abramjan           |
| 1963 | 1.    | Schwer         | vor Nikolai Schmakow und T. Chabalischwili     |
| 1964 | 2.    | Schwer         | hinter Nikolai Schmakow, vor Wladimir Schkaran |
| 1965 | 2.    | Schwer         | hinter Nikolai Schmakow, vor Wladimir Schkaran |
| 1967 | 1.    | Schwer         | vor Nikolai Schmakow und Waleri Anissimow      |
| 1968 | 2.    | Schwer         | hinter Wladimir Susietsch, vor B. Abelentschew |
| 1971 | 1.    | Schwer         | vor Anatoli Selenko und Anatoli Kotschniew     |
| 1972 | 2.    | Schwer         | hinter Anatoli Selenko, vor Alexander Motin    |

Erläuterungen
- alle Wettkämpfe im griechisch-römischen Stil
- OS = Olympische Spiele, WM = Weltmeisterschaft, EM = Europameisterschaft
- Schwergewicht, bis 1961 über 87 kg, ab 1962 über 97 kg Körpergewicht